# Entodontopsis leucostega
Entodontopsis leucostega är en bladmossart som beskrevs av William Russell Buck och Robert Root Ireland 1985. Entodontopsis leucostega ingår i släktet Entodontopsis och familjen Stereophyllaceae. Inga underarter finns listade i Catalogue of Life.